# Pheidole onifera
Pheidole onifera är en myrart som beskrevs av Mann 1921. Pheidole onifera ingår i släktet Pheidole och familjen myror. Inga underarter finns listade i Catalogue of Life.